# 98
Cette page concerne l'année 98  du calendrier julien. Pour l'année 98 av. J.-C., voir 98 av. J.-C. Pour le nombre 98, voir 98 (nombre).
L'année 98 est une année commune qui commence un lundi.

## Événements
- 11 et 14 janvier : à Rome, l'astronome Ménélaos d'Alexandrie observe à quelques jours d'intervalle deux occultations des étoiles Alpha Virginis (Spica) et Beta Scorpii par la Lune (mentionné par Ptolémée dans son Almageste)[1].
- 27 janvier : mort de Nerva[2].
- 2 février : après les funérailles de Nerva, le Sénat romain confirme Trajan comme empereur et l'élit Pontifex maximus et Pater patriae (fin de règne en 117) ; Trajan, alors en Germanie, supervise les travaux du lime entre le Main et le Neckar[3].
- Automne : Trajan se rend sur le Danube pour surveiller la frontière ; il refuse le consulat pour 99[3].
- 10 décembre : la Puissance tribunicienne est renouvelé à Trajan, puis tous les ans à la même date[3].

- Création des « alimenta », crédit à faible intérêt (5 %) pour favoriser la moyenne propriété[4]. Les intérêts sont utilisés pour l’assistance des enfants pauvres[5] ; Trajan, réalisant une idée de Nerva, organise en Italie ces « Institutions alimentaires » (alimenta), exemple suivi par bon nombre de villes provinciales et de riches particuliers.
- Tacite publie La Germanie, où il décrit la vie des Germains[6].

## Décès en 98
- 27 janvier : Nerva, empereur romain.
- Apollonios de Tyane, philosophe et thaumaturge.